# Groupama-FDJ
El Groupama-FDJ (codi UCI: GFC) és un equip francès de ciclisme professional en ruta creat el 1997 i amb categoria WorldTeam. Des del 2012 és un equip ProTeam, després d'haver estat un equip continental el 2011 entre el 2005 i el 2010 un equip ProTour. Està patrocinat per la societat de loteria nacional francesa, La Française des Jeux. La societat BigMat va ser-ne patrocinador secundari el 2012.
Està dirigit per l'exciclista Marc Madiot.

## Principals victòries

### Clàssiques
- París-Roubaix: 1997 (Frédéric Guesdon)
- Clàssica de Sant Sebastià: 1997 (Davide Rebellin)
- Gran Premi de Zuric: 1997 (Davide Rebellin)
- Bretagne Classic: 1999 (Christophe Mengin), 2023 (Valentin Madouas)
- París-Tours: 2006 (Frédéric Guesdon), 2008 (Philippe Gilbert), 2021 i 2022 (Arnaud Démare)
- Vattenfall Cyclassics: 2012 (Arnaud Démare)
- Milà-Sanremo: 2016 (Arnaud Démare)
- Volta a Llombardia: 2018 (Thibaut Pinot)

### Grans Voltes
- Tour de França :
  - 27 participacions (1997, 1998, 1999, 2000, 2001, 2002, 2003, 2004, 2005, 2006, 2007, 2008, 2009, 2010, 2011, 2012, 2013, 2014, 2015, 2016, 2017, 2018, 2019, 2020, 2021, 2022, 2023)
  - 13 victòries d'etapa:
    - 1 el 1997: Christophe Mengin
    - 1 el 2002: Bradley McGee
    - 2 el 2003: Bradley McGee, Baden Cooke
    - 1 el 2007: Sandy Casar
    - 1 el 2009: Sandy Casar
    - 1 el 2010: Sandy Casar
    - 2 el 2012: Thibaut Pinot, Pierrick Fédrigo
    - 1 el 2015: Thibaut Pinot
    - 1 el 2017: Arnaud Démare
    - 1 el 2018: Arnaud Démare
    - 1 el 2019: Thibaut Pinot

  - Classificacions secundàries:
    -  Classificació per punts: Baden Cooke el 2003
    -  Premi de la Combativitat: Jérémy Roy el 2011
    -  Classificació dels joves: Thibaut Pinot el 2014

- Giro d'Itàlia
  - 19 participacions (2000, 2003, 2004, 2005, 2006, 2007, 2008, 2012, 2013, 2014, 2015, 2016, 2017, 2018, 2019, 2020, 2021, 2022, 2023)
  - 14 victòries d'etapa: 
    - 1 el 2000: Fabrizio Guidi
    - 1 el 2004: Bradley McGee
    - 3 el 2014: Nacer Bouhanni (3)
    - 1 el 2017: Thibaut Pinot
    - 1 el 2019: Arnaud Démare
    - 4 el 2020: Arnaud Démare (4)
    - 3 el 2022: Arnaud Démare (3)

- - Classificacions secundàries:
    -  Classificació per punts: Nacer Bouhanni (2014), Arnaud Démare (2020, 2022)
    - Classificació de la muntanya: 2023 (Thibaut Pinot)

- Volta a Espanya
  - 18 participacions (2005, 2006, 2007, 2008, 2009, 2010, 2012, 2013, 2014, 2015, 2016, 2017, 2018, 2019, 2020, 2021, 2022, 2023)
  - 11 victòries d'etapa : 
    - 1 el 2009: Anthony Roux
    - 1 el 2010: Iauhèn Hutaròvitx
    - 2 el 2013: Alexandre Geniez, Kenny Elissonde
    - 2 el 2014: Nacer Bouhanni
    - 1 el 2016: Alexandre Geniez
    - 2 el 2018: Thibaut Pinot
    - 2 el 2020: David Gaudu

### Campionats nacionals

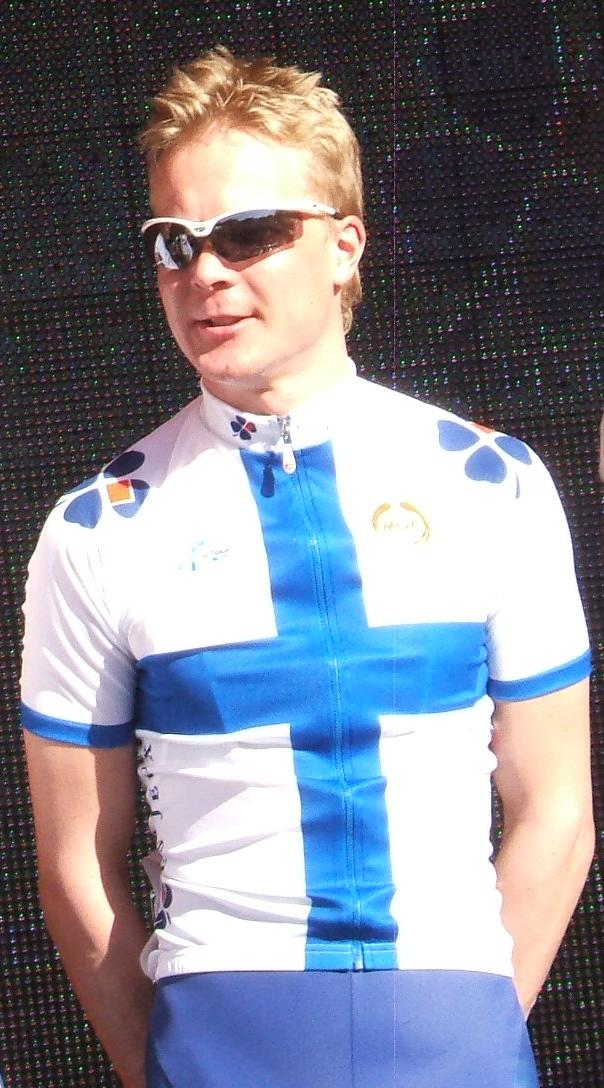
Jussi Veikkanen amb el mallot de campió de Finlàndia, el 2009

- Campionat d'Austràlia en ruta: 2004 (Matthew Wilson)
- Campionat d'Àustria en contrarellotge: 2018 (Georg Preidler).
- Campionat de Belarús en ruta: 2008, 2009 i 2012 (Iauhèn Hutaròvitx)
- Campionat del Canadà en ruta: 2018 (Antoine Duchesne)
- Campionat de Finlàndia en ruta: 2003, 2005, 2006, 2008, 2010, 2013 i 2014 (Jussi Veikkanen)
- Campionat de França en ruta: 2002 (Nicolas Vogondy), 2012 (Nacer Bouhanni), 2013 i 2016 (Arthur Vichot), 2014, 2017 i 2020 (Arnaud Démare), 2018 (Anthony Roux), 2023 (Valentin Madouas)
- Campionat de França en contrarellotge: 2007 (Benoît Vaugrenard), 2016 (Thibaut Pinot), 2019 (Benjamin Thomas), 2022 (Bruno Armirail)
- Campionat d'Hongria en ruta: 2022 (Attila Valter)
- Campionat de Lituània en ruta: 2017 i 2021 (Ignatas Konovalovas)
- Campionat de Lituània en contrarellotge: 2016, 2017 (Ignatas Konovalovas)
- Campionat de Luxemburg en ruta: 2020 i 2021 (Kevin Geniets)
- Campionat de Luxemburg en contrarellotge : 2021 (Kevin Geniets)
- Campionat de Suècia en contrarellotge: 2004 (Thomas Lövkvist) i 2006 (Gustav Larsson), 2017 i 2018 (Tobias Ludvigsson)
- Campionat de Suècia en ruta: 2006 (Thomas Lövkvist)
- Campionat de Suïssa en ruta: 2018 (Steve Morabito), 2019 (Sébastien Reichenbach), 2020 (Stefan Küng)
- Campionat de Suïssa en contrarellotge : 2019, 2020 i 2021, 2024 (Stefan Küng)

### Campionats del món
- Campionat del món de persecució: 2002 (Bradley McGee) i 2003 (Bradley Wiggins)
- Campionat del món d'americana: 2002 (Franck Perque)
- Campionat del món d'Òmnium: 2020 (Benjamin Thomas)
- Campionat del món per punts: 2021 (Benjamin Thomas)

### Jocs Olímpics
- Persecució per equips a Atenes el 2004 (Bradley McGee)

## Classificacions UCI

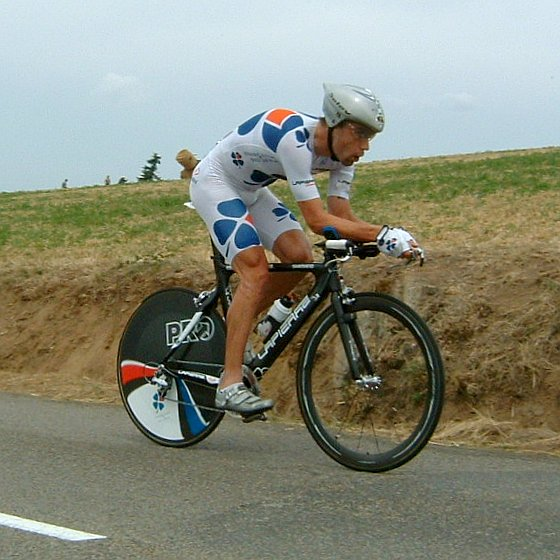
Bradley McGee al Tour de França de 2005

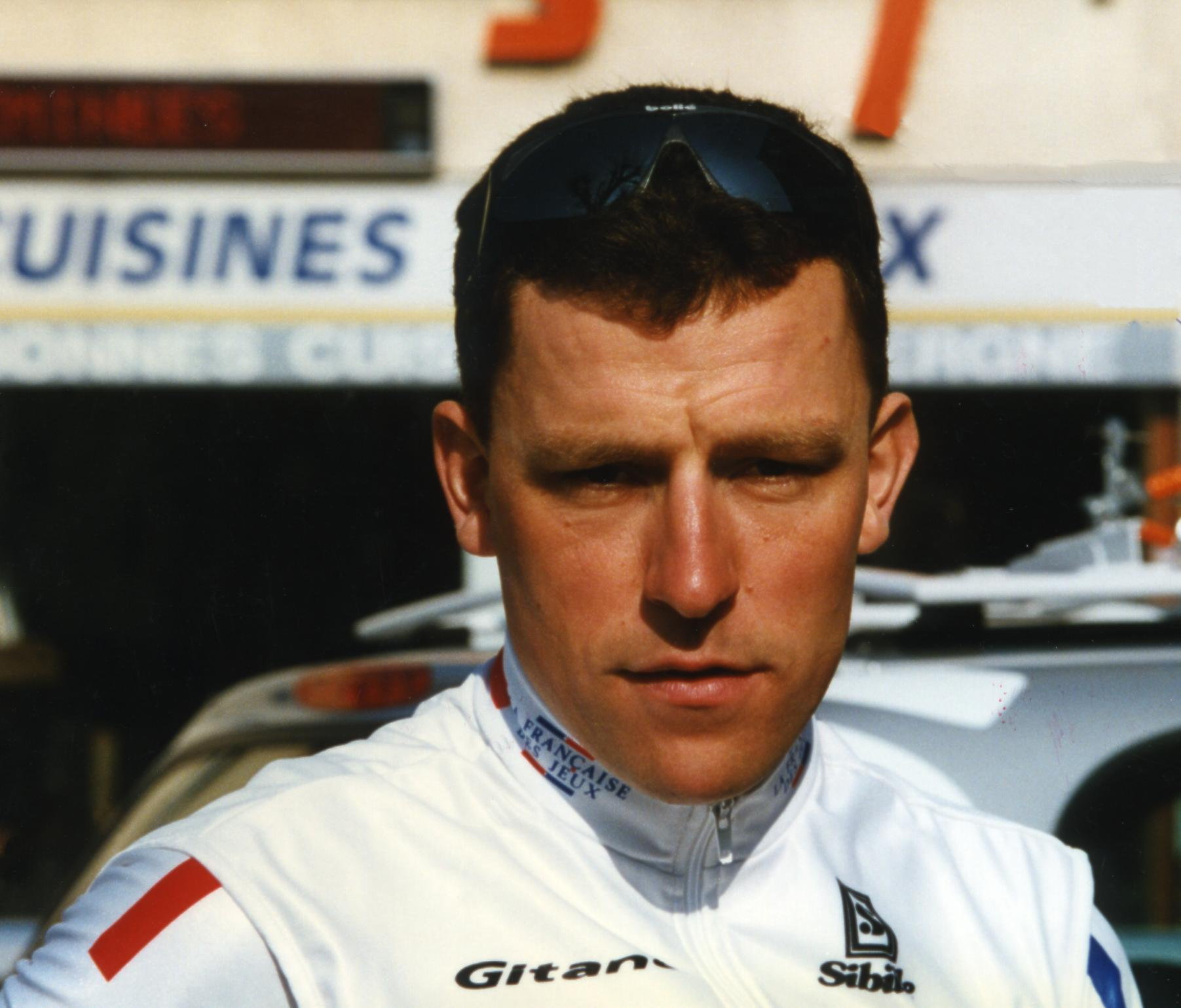
Frédéric Guesdon el 1997

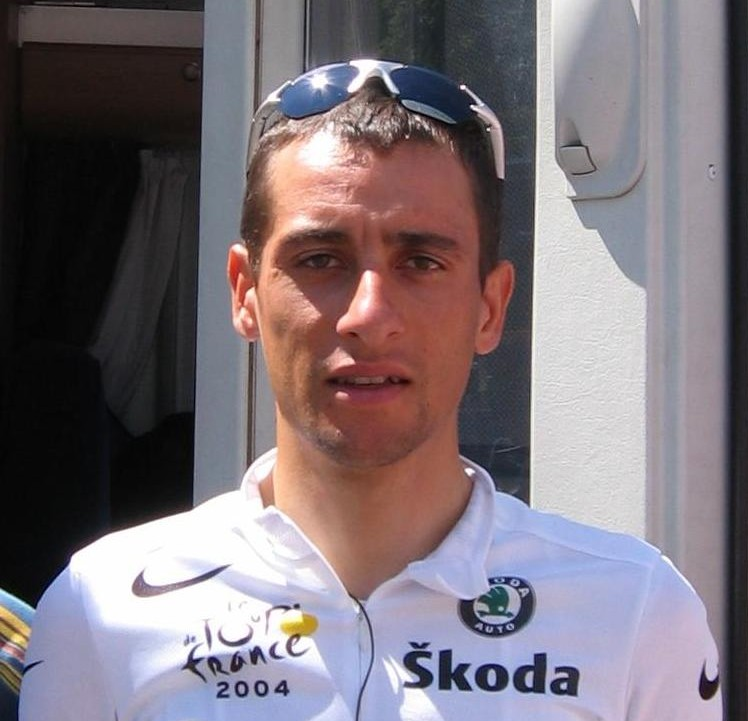
Sandy Casar el 2004

Fins al 1998 els equips ciclistes es trobaven classificats dins l'UCI en una única categoria. El 1999 la classificació UCI per equips es dividí entre GSI, GSII i GSIII. Amb l'excepció del 2001 l'equip forma part sempre del GSI. La següent classificació estableix la posició de l'equip en finalitzar la temporada.
| Temporada | Classificació per equips | Millor ciclista en la classificació individual |
| --------- | ------------------------ | ---------------------------------------------- |
| 1997      | 8è                       | Davide Rebellin (17è)                          |
| 1998      | 19è                      | Emmanuel Magnien (22è)                         |
| 1999      | 19è                      | Jean-Cyril Robin (48è)                         |
| 2000      | 21è                      | Lars Michaelsen (80è)                          |
| 2001      | 6è (GSII)                | Bradley McGee (128è)                           |
| 2002      | 21è                      | Baden Cooke (21è)                              |
| 2003      | 14è                      | Baden Cooke (29è)                              |
| 2004      | 17è                      | Bradley McGee (32è)                            |

A partir del 2005 l'equip s'incorpora al ProTour. La taula presenta les classificacions de l'equip al circuit, així com el millor ciclista individual.
| Temporada | Classificació per equips | Millor ciclista en la classificació individual |
| --------- | ------------------------ | ---------------------------------------------- |
| 2005      | 20è                      | Thomas Lövkvist (66è)                          |
| 2006      | 20è                      | Frédéric Guesdon (45è)                         |
| 2007      | 19è                      | Christophe Mengin (93è)                        |
| 2008      | 12è                      | Mickaël Delage (43è)                           |

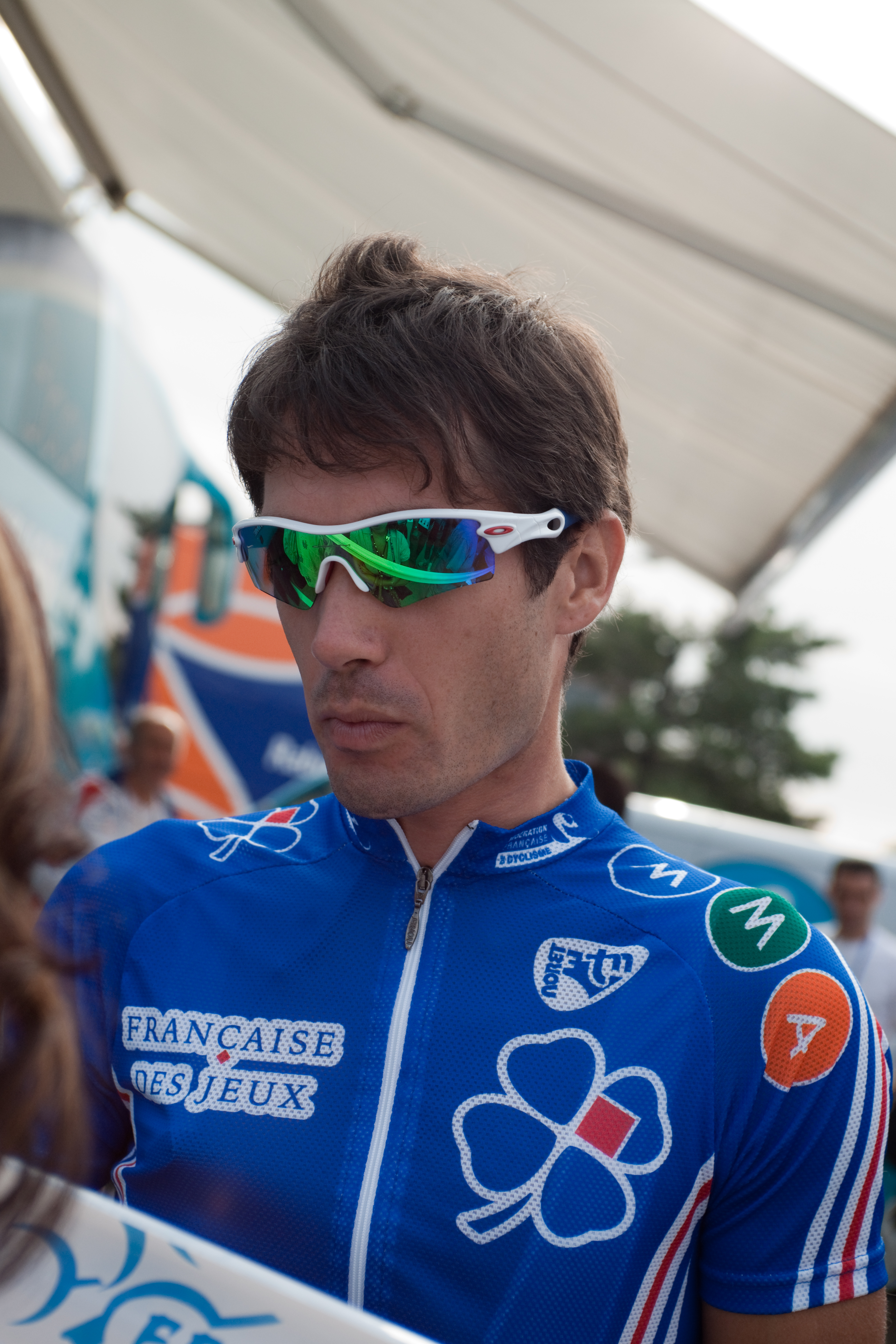
Christophe Le Mével

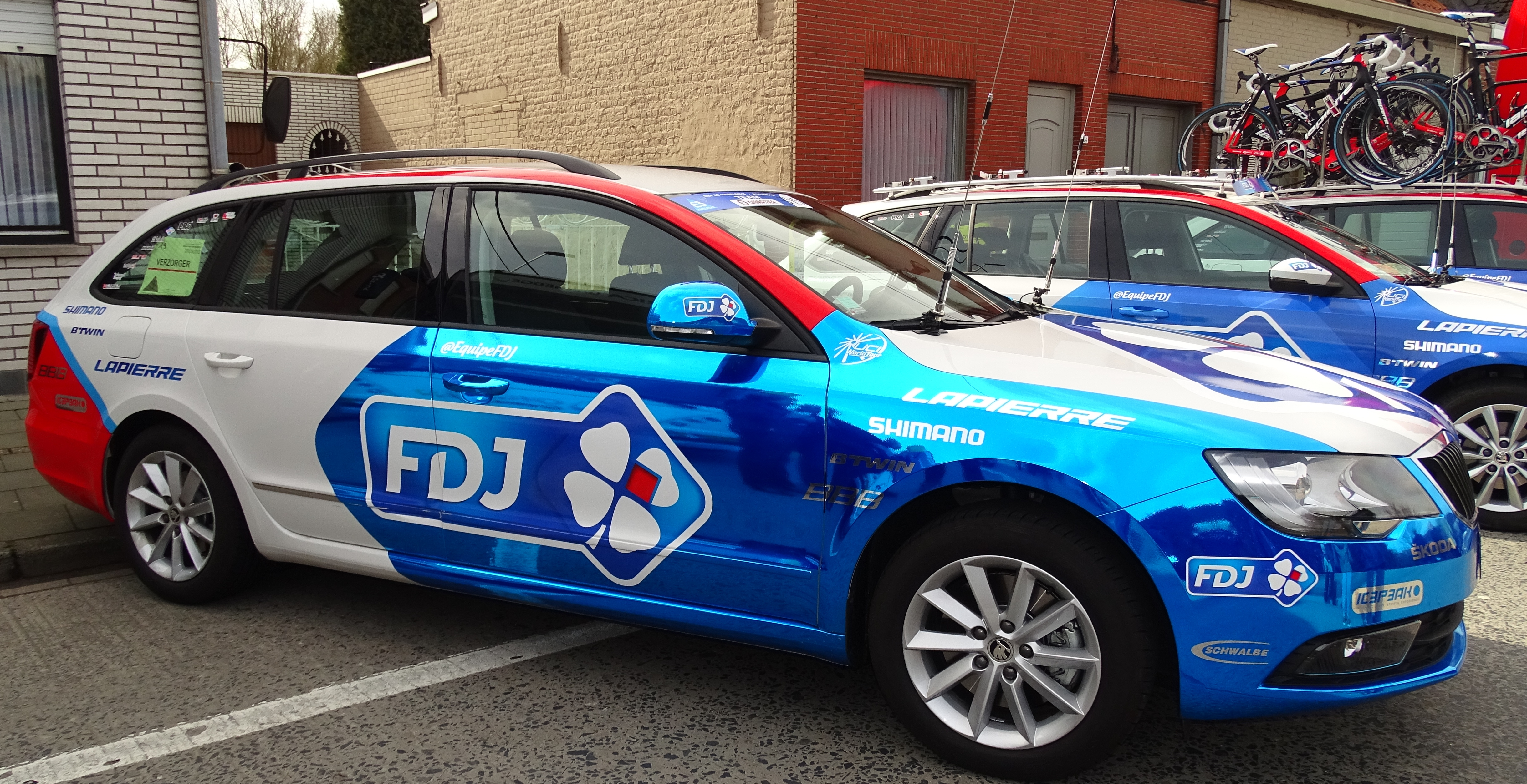
Cotxe de l'equip al 2015

El 2009 la classificació del ProTour és substituïda per la Classificació mundial UCI.
| Temporada | Classificació per equips | Millor ciclista en la classificació individual |
| --------- | ------------------------ | ---------------------------------------------- |
| 2009      | 16è                      | Christophe Le Mevel (79è)                      |
| 2010      | 22è                      | Sandy Casar (69è)                              |

El 2011, l'equip no forma part dels equips ProTour. L'equip participa principalment en les proves dels circuits continentals. La taula presenta les classificacions de l'equip als circuits, així com el millor ciclista en la classificació individual. Gràcies als bons resultats l'equip guanya l'UCI Europa Tour 2010-2011, passant a ser un equip ProTour el 2012
UCI Àfrica Tour
| Temporada | Classificació per equips | Millor ciclista en la classificació individual |
| --------- | ------------------------ | ---------------------------------------------- |
| 2011      | 7è                       | Geoffrey Soupe (23è)                           |

UCI Amèrica Tour
| Temporada | Classificació per equips | Millor ciclista en la classificació individual |
| --------- | ------------------------ | ---------------------------------------------- |
| 2016      | -                        | Sébastien Reichenbach (176è)                   |
| 2017      | -                        | -                                              |
| 2018      | -                        | Antoine Duchesne (32è)                         |
| 2019      | -                        | Antoine Duchesne (316è)                        |
| 2020      | -                        | Antoine Duchesne (128è)                        |
| 2021      | -                        | Antoine Duchesne (74è)                         |
| 2022      | -                        | Antoine Duchesne (201è)                        |

UCI Àsia Tour
| Temporada | Classificació per equips | Millor ciclista en la classificació individual |
| --------- | ------------------------ | ---------------------------------------------- |
| 2011      | 56è                      | Dominique Rollin (216è)                        |
| 2016      | -                        | William Bonnet (47è)                           |

UCI Europa Tour
| Temporada | Classificació per equips | Millor ciclista en la classificació individual |
| --------- | ------------------------ | ---------------------------------------------- |
| 2005      | 100è                     | Fabien Patanchon (431è)                        |
| 2011      | 1r                       | Iauhèn Hutaròvitx (2n)                         |
| 2016      | -                        | Arnaud Démare (21è)                            |
| 2017      | -                        | Arnaud Démare (6è)                             |
| 2018      | -                        | Thibaut Pinot (8è)                             |
| 2019      | -                        | David Gaudu (36è)                              |
| 2020      | -                        | Arnaud Démare (8è)                             |
| 2021      | -                        | David Gaudu (16è)                              |
| 2022      | -                        | Stefan Küng (7è)                               |
| 2023      | -                        | Thibaut Pinot (20è)                            |

UCI Oceania Tour
| Temporada | Classificació per equips | Millor ciclista en la classificació individual |
| --------- | ------------------------ | ---------------------------------------------- |
| 2019      | -                        | Miles Scotson (62è)                            |
| 2020      | -                        | Miles Scotson (68è)                            |
| 2021      | -                        | Miles Scotson (22è)                            |
| 2022      | -                        | Michael Storer (15è)                           |
| 2023      | -                        | Laurence Pithie (11è)                          |

El 2012 l'equip participa en l'UCI World Tour.
| Temporada | Classificació per equips | Millor ciclista en la classificació individual |
| --------- | ------------------------ | ---------------------------------------------- |
| 2012      | 18è                      | Arnaud Démare (60è)                            |
| 2013      | 17è                      | Thibaut Pinot (33è)                            |
| 2014      | 16è                      | Thibaut Pinot (32è)                            |
| 2015      | 15è                      | Thibaut Pinot (10è)                            |
| 2016      | 11è                      | Thibaut Pinot (17è)                            |
| 2017      | 17è                      | Thibaut Pinot (22è)                            |
| 2018      | 14è                      | Thibaut Pinot (17è)                            |

El 2016 la Classificació mundial UCI passa a tenir en compte totes les proves UCI. Durant tres temporades existeix paral·lelament amb la classificació UCI World Tour i els circuits continentals. A partir del 2019 substitueix definitivament la classificació UCI World Tour.
| Temporada | Classificació per equips | Millor ciclista en la classificació individual |
| --------- | ------------------------ | ---------------------------------------------- |
| 2016      | -                        | Thibaut Pinot (25è)                            |
| 2017      | -                        | Thibaut Pinot (14è)                            |
| 2018      | -                        | Thibaut Pinot (13è)                            |
| 2019      | 12è                      | David Gaudu (47è)                              |
| 2020      | 9è                       | Arnaud Démare (9è)                             |
| 2021      | 9è                       | David Gaudu (16è)                              |
| 2022      | 7è                       | Stefan Küng (7è)                               |
| 2022      | 7è                       | Thibaut Pinot (21è)                            |

## Composició de l'equip 2024
| Llista de l'equip 2024              | Llista de l'equip 2024 | Llista de l'equip 2024                  | Llista de l'equip 2024 |
| Ciclista                            | Data de naixement      | Equip previ                             |                        |
| ----------------------------------- | ---------------------- | --------------------------------------- | ---------------------- |
| Lewis Askey                         | 4 de maig de 2001      | Équipe continentale Groupama-FDJ (2021) |                        |
| Cyril Barthe                        | 14 de febrer de 1996   | Burgos-BH (2023)                        |                        |
| Sven Erik Bystrøm                   | 21 de gener de 1992    | Intermarché-Circus-Wanty (2023)         |                        |
| Clément Davy                        | 17 de juliol de 1998   | Équipe continentale Groupama-FDJ (2020) |                        |
| David Gaudu                         | 10 de octubre de 1996  | Côtes d'Armor-Marie Morin (2016)        |                        |
| Kevin Geniets                       | 9 de gener de 1997     | Équipe continentale Groupama-FDJ (2019) |                        |
| Lorenzo Germani                     | 3 de març de 2002      | Équipe continentale Groupama-FDJ (2022) |                        |
| Romain Grégoire                     | 21 de gener de 2003    | Équipe continentale Groupama-FDJ (2022) |                        |
| Ignatas Konovalovas                 | 8 de desembre de 1985  | Marseille 13 KTM (2015)                 |                        |
| Stefan Küng                         | 16 de novembre de 1993 | BMC Racing Team (2018)                  |                        |
| Olivier Le Gac                      | 27 de agost de 1993    | BIC 2000 (2014)                         |                        |
| Eddy Le Huitouze                    | 3 de abril de 2003     | Équipe continentale Groupama-FDJ (2023) |                        |
| Fabian Lienhard                     | 3 de setembre de 1993  | IAM Excelsior (2019)                    |                        |
| Valentin Madouas                    | 12 de juliol de 1996   | BIC 2000 (2016)                         |                        |
| Lenny Martinez                      | 11 de juliol de 2003   | Équipe continentale Groupama-FDJ (2022) |                        |
| Rudy Molard                         | 17 de setembre de 1989 | Cofidis, Solutions Crédits (2016)       |                        |
| Quentin Pacher                      | 6 de gener de 1992     | B&B Hotels p/b KTM (2021)               |                        |
| Enzo Paleni                         | 30 de maig de 2002     | Équipe continentale Groupama-FDJ (2022) |                        |
| Paul Penhoët                        | 28 de desembre de 2001 | Équipe continentale Groupama-FDJ (2022) |                        |
| Laurence Pithie                     | 17 de juliol de 2002   | Équipe continentale Groupama-FDJ (2022) |                        |
| Rémy Rochas                         | 18 de maig de 1996     | Cofidis (2023)                          |                        |
| Clément Russo                       | 20 de gener de 1995    | Arkéa-Samsic (2023)                     |                        |
| Marc Sarreau                        | 10 de juny de 1993     | AG2R Citroën Team (2023)                |                        |
| Reuben Thompson                     | 15 de febrer de 2001   | Équipe continentale Groupama-FDJ (2022) |                        |
| Lars van den Berg                   | 7 de juliol de 1998    | Équipe continentale Groupama-FDJ (2020) |                        |
| Matthew Walls                       | 20 de abril de 1998    | Bora-Hansgrohe (2023)                   |                        |
| Samuel Watson                       | 24 de setembre de 2001 | Équipe continentale Groupama-FDJ (2022) |                        |
| Thibaud Gruel (6 de març–31 de des) | 1 de maig de 2004      | Équipe continentale Groupama-FDJ (2024) |                        |
|                                     |                        |                                         |                        |
| Font: ProCyclingStats               |                        |                                         |                        |